# Felice Guarneri
Felice Guarneri (Pozzaglio ed Uniti, 6 gennaio 1882 – Roma, 3 aprile 1955) è stato un economista, dirigente d'azienda e politico italiano, ministro per gli Scambi e le Valute durante il fascismo dal 1937 al 1939. È stato inoltre anche dirigente di molte società per azioni del suo tempo.

## Biografia
Felice Guarneri si laurea in economia alla Università Ca' Foscari di Venezia nel 1906 (tesi pubblicata nel 1907 "Le basi della rendita ricardiana ed il progresso agricolo"). Inizia a far pratica gratuitamente presso la Camera di commercio di Cremona ed è nominato vicesegretario della Camera di Commercio di Genova nel 1907.

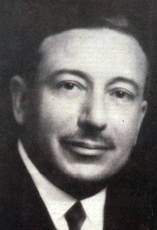
Alberto Beneduce

Nel 1920 è nominato segretario generale dell'Assonime (associazione tra le società per azioni) e incaricato di dirigere i servizi economici di Confindustria. Collabora all'organizzazione dell'Istituto Mobiliare Italiano nel 1931. Sempre nel 1931 guida una delegazione della Confederazione generale dell'industria italiana in un viaggio in Unione Sovietica per incrementare gli scambi commerciali; della delegazione fa parte anche Adriano Olivetti.
Nel 1935 diventa sovrintendente allo scambio delle valute e nel 1937 sottosegretario di Stato per gli scambi e per le valute. Nello stesso anno diventa ministro del nuovo Ministero per gli scambi e le valute che si affianca ad altri 5 ministeri economici (corporazioni, finanze, lavori pubblici, comunicazione, agricoltura e foreste) e molte direzioni generali di altri ministeri. 
Capro espiatorio della manifesta impreparazione bellica italiana, è rimosso da Benito Mussolini obtorto collo nel 1939.
Dal 1940 al 1944 presiede il Banco di Roma. Fortemente legato al mondo industriale, nello stesso periodo ricopre la carica di vicepresidente della Società italiana per le strade ferrate meridionali (fondata da Pietro Bastogi) il cui presidente è l'ormai anziano Alberto Beneduce; la Società si caratterizza per avere partecipazioni in molte aziende italiane non solo del Sud. Dopo la crisi del Regime fascista (25 luglio 1943), la richiesta di armistizio e l'avvento della Repubblica di Salò, si oppone al trasferimento al Nord della sede del Banco di Roma, richiesto dai Tedeschi. Arrestato il 29 maggio 1944 e poi subito rilasciato, si nasconde presso amici romani fino all'ingresso a Roma, nel giugno dello stesso anno, degli Alleati. 
Accusato di convivenza con il Regime fascista ma successivamente prosciolto dalla Commissione di epurazione, riprese, finito il conflitto, il ruolo che aveva già esercitato nella direzione dei grandi gruppi industriali: presidente dell'Istituto romano di beni stabili, Società italiana industria degli zuccheri; vicepresidente della Società meridionale di elettricità, Società italiana per le strade ferrate meridionali; amministratore di Cogeco, Montecatini, Italmobiliare, Ente finanziamenti industriali, Italcementi, Cementerie siciliane, Falck. Muore a Roma nel 1955.
Il suo archivio è conservato dall'Archivio storico di Unicredit nella sede di piazza del Monte di Pietà a Roma. L'archivio è dotato di un inventario curato da Leonardo Musci.